# Moses

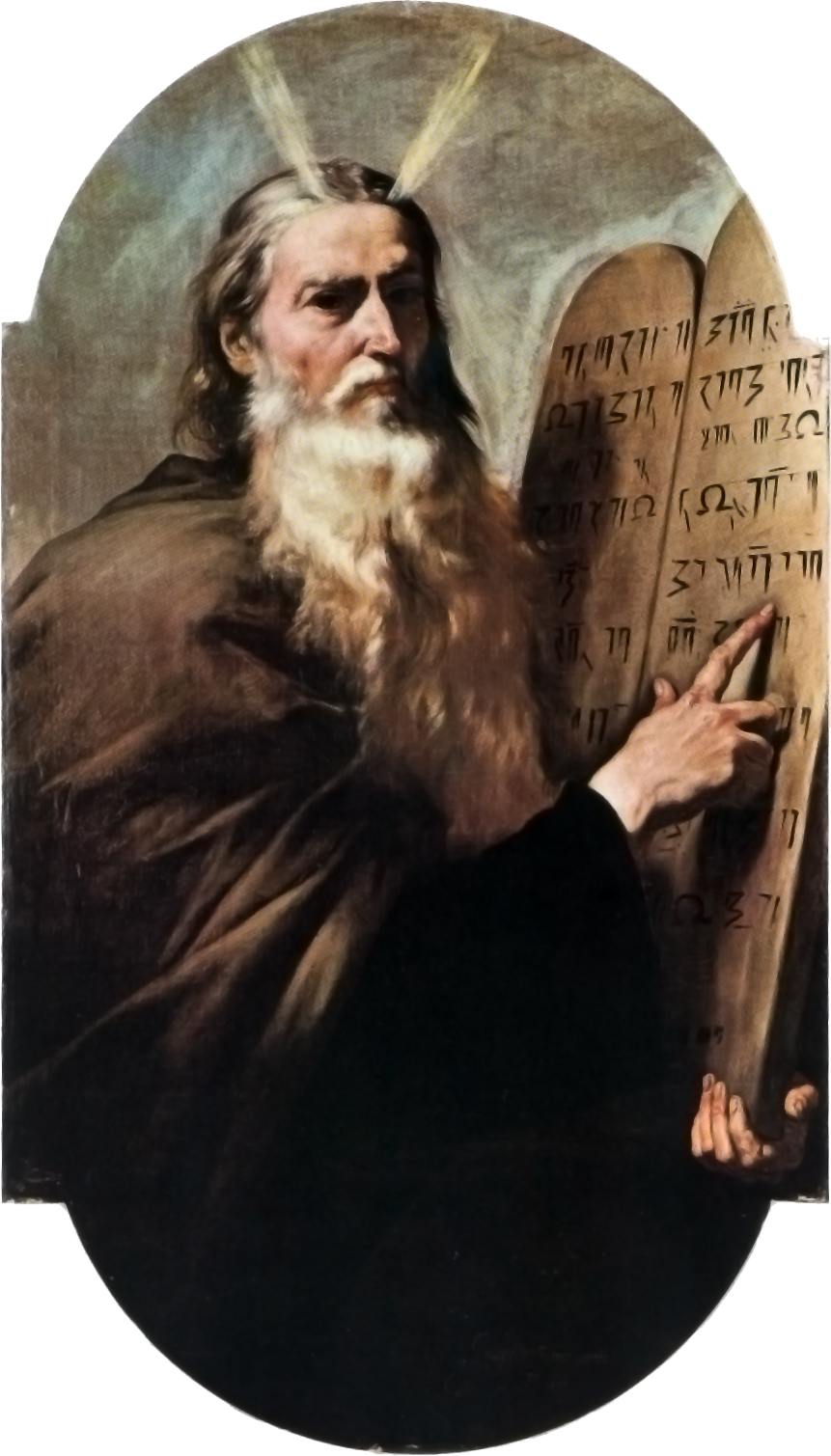
Moses, tranh của José de Ribera (1638)

Moses (tiếng Latinh: Moyses, Hy Lạp: Mωυσής; Ả Rập: موسىٰ, Mūsa; Ge'ez: ሙሴ, Musse), trong tiếng Việt là Mô-sét hoặc Môi-se hoặc Môi-xen hoặc Mô-sê, là lãnh tụ tôn giáo, ngôn sứ, người công bố luật pháp, nhà chỉ huy quân sự và sử gia. Ông cũng được xem là người chép  Ngũ Thư Torah (năm sách đầu tiên của Kinh Thánh). Trong tiếng Hebrew, ông được gọi là Moshe Rabbeinu (מֹשֶׁה רַבֵּנוּ, Lit. "Moses Thầy chúng ta").  Moses là một trong những vị ngôn sứ quan trọng nhất trong Do Thái giáo, Kitô giáo, Hồi giáo, Bahá'í giáo, Druze giáo, và các tôn giáo Abrahamic khác.
Theo ký thuật của Kinh Thánh, Moses là con của một phụ nữ Hebrew. Khi nhận biết đứa bé sơ sinh là con trai, bà tìm cách cứu con mình khỏi bị giết theo một chiếu chỉ của Pharaoh ra lệnh tàn sát tất cả bé trai thuộc dân tộc Israel nô lệ ngay khi chúng vừa chào đời. Cuối cùng, cậu bé Moses được nhận nuôi để trở nên một thành viên của Hoàng gia Ai Cập. Sau khi ra tay giết chết một quản nô Ai Cập để cứu một người Hebrew, Moses bị buộc phải chạy trốn, rồi trở thành mục tử. Về sau ông được Thiên Chúa kêu gọi trở về Ai Cập với sứ mạng giải phóng dân tộc mình khỏi ách nô lệ, dẫn dắt họ băng qua Hồng Hải, tiến vào hoang mạc và, vì lòng vô tín và sự cứng lòng của dân Israel, ông cùng với họ lưu lạc trong đó suốt 40 năm. Moses không được vào Đất Hứa, ông sống thọ 120 tuổi.
Ông là một thiên tài quân sự. Buổi đầu sự nghiệp của ông khá giống với vua Cyrus Đại Đế - vị Hoàng đế khởi lập Đế quốc Ba Tư (xem bộ sử "Historiai" của Herodotos) - và ông cùng với vua Cyrus Đại Đế đóng vai trò vô cùng lớn lao trong lịch sử. Ông trở thành một vị anh hùng dân tộc của người Do Thái.

## Moses trong Kinh Thánh
Nguồn tư liệu chính về cuộc đời Moses là Kinh Torah (Cựu Ước). Trong kinh Torah, những câu chuyện liên quan đến cuộc đời Moses được tìm thấy trong các sách Xuất Ai Cập ký (Xuất hành), Lê-vi ký, Dân số ký, và Phục truyền luật lệ ký (Đệ nhị luật). Moses cũng là tác giả của Sáng thế ký, Thi thiên (Thánh vịnh) 90 và 106.

### Thiếu thời

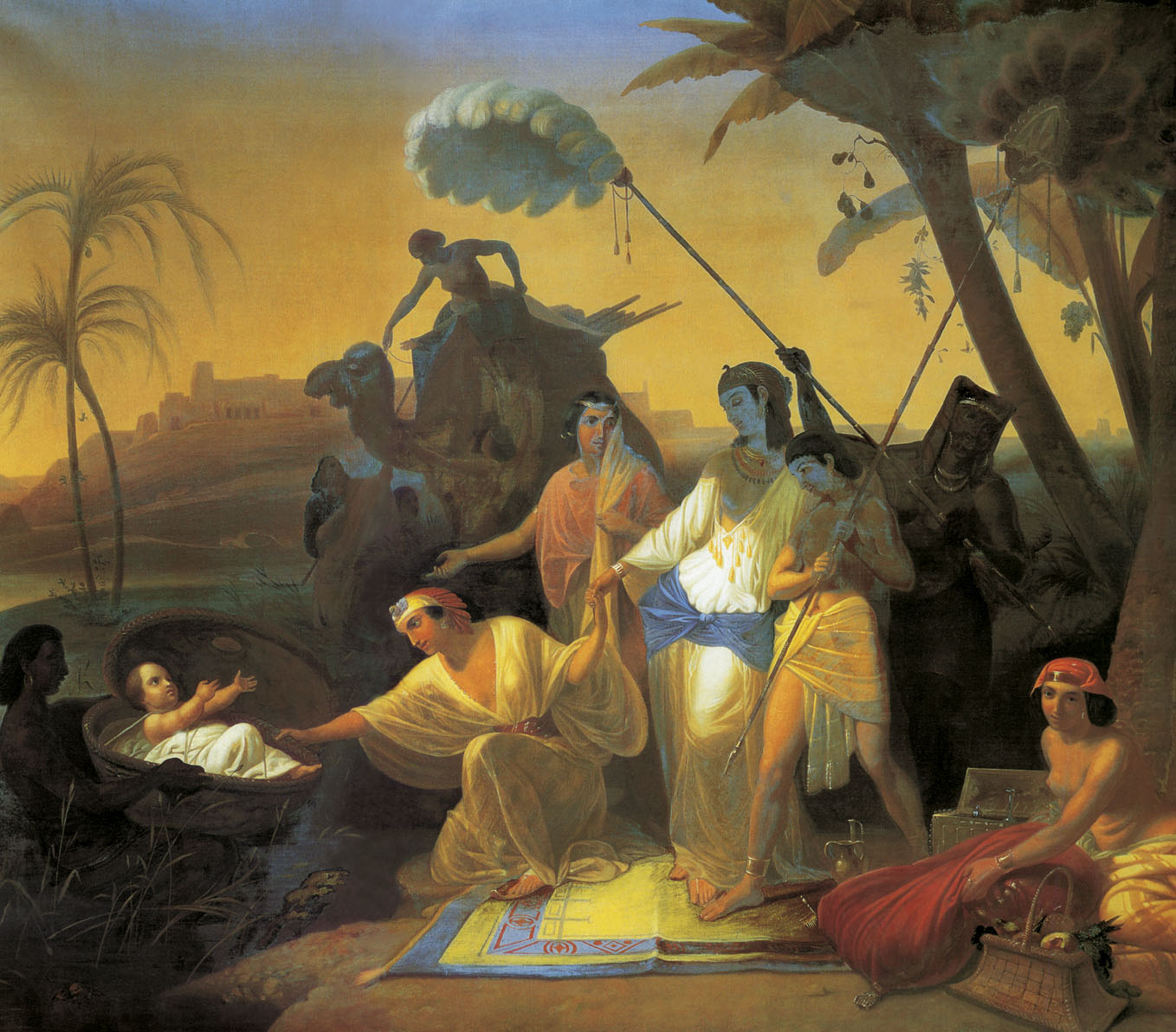
Công chúa Ai Cập cứu cậu bé Moses, tranh của Konstantin Flavitsky

Có một thời gian dài giữa hai thời điểm lúc kết thúc Sáng Thế ký và lúc khởi đầu Xuất Ai Cập ký (hoặc Xuất hành). Trong thời kỳ này, dân Israel sống giao hòa với người Ai Cập khi họ được phép định cư tại xứ Goshen, phần lãnh thổ ở phía đông sông Nile. Tuy nhiên, về sau người Ai Cập trở nên thù địch với dân Israel, bắt phục họ, và biến họ thành những kẻ nô lệ.
Theo Xuất Ai Cập ký, Moses là con trai của Amram, thuộc chi phái Levite, mẹ là Jochebed. Moses có một chị gái lớn hơn 7 tuổi tên Miriam, và một anh trai lớn hơn 3 tuổi tên Aaron. Theo Sáng thế ký 46: 11 Cha của Amram, Kê-hát, ở trong số 70 người thuộc gia đình Jacob vào ngụ cư ở Ai Cập. Như thế, Moses là thế hệ thứ hai sinh trưởng tại Ai Cập.
Moses chào đời khi Pharaoh (Vua Ai Cập) ra lệnh sát hại tất cả bé trai Hebrew bằng cách trấn nước chúng tại sông Nile. Cả kinh Torah và sử gia Flavius Josephus đều không nói gì đến tên tuổi và thân thế của Pharaoh này. Người ta không rõ đây là vị Pharaoh nào trong lịch sử Ai Cập cổ đại, và có những quan điểm cho rằng đây là vua Seti I hoặc là vua Ramesses II của Vương triều thứ 19.
Jochebed, sau khi sinh hạ một con trai, đã tìm cách giấu đứa bé trong ba tháng. Khi biết không thể bảo vệ đứa bé lâu hơn nữa, Jochebed đặt đứa bé vào một cái nôi và thả trôi theo dòng sông Nile. Miriam, chị của cậu bé, dõi theo canh chừng chiếc thuyền con bé tí này cho đến khi nó trôi giạt vào nơi công chúa Thermuthis (Bithiah) đang tắm cùng các nữ tì. Công chúa thấy đứa bé nằm trong nôi bèn ra lệnh vớt lên. Miriam tìm đến và xin công chúa nhận cô làm vú nuôi chăm sóc đứa bé. Về sau, Jochebed thay thế con gái trở thành vú nuôi của đứa bé. Khi lớn lên, Moses được đem vào cung và được công chúa nhận làm con nuôi. Công chúa đặt tên đứa bé là Mosheh, tiếng Hebrew là mashah nghĩa là được "cứu khỏi nước". Trong bản dịch Hi văn, Mosheh được gọi theo tiếng Hi Lạp là Moses.

### Ý nghĩa của tên Moses
- Tên Moses được cấu thành bởi hai từ, một nghĩa là "nước", từ còn lại nghĩa là "ra khỏi" (nghĩa là "được cứu khỏi nước") bởi vì một Công chúa Ai Cập tìm thấy đứa bé lúc đang tắm bên bờ sông và cứu cậu.[18] Điều này có ý nghĩa quan trọng vì trong Kinh Thánh, từ "nước" thường được xem là hình ảnh tượng trưng cho thế gian tội lỗi. Như thế tên Moses là biểu trưng cho sự giải cứu đặc biệt của Thiên Chúa khi Ngài đem dân Hebrew ra khỏi xứ Ai Cập để vào đất hứa. Hình ảnh dân Israel, dưới sự lãnh đạo của Moses, vượt qua Biển Đỏ, hàm chứa ý nghĩa họ được giải cứu khỏi nước.
- Một số học giả đương đại cho rằng có thể công chúa chọn tên cho đứa bé bằng một từ trong tiếng Ai Cập moses, từ này có nghĩa là "con trai của"; ví dụ như "Thutmose" nghĩa là "con trai của thần Thoth", hoặc Rameses là "con trai của thần Ra".[19]
- Một giả thuyết khác luận giải rằng trong tiếng Ai Cập cổ từ "Mo" nghĩa là "nước" và từ "Sa" nghĩa là "con trai". Như thế, có thể tên "Mosa" có ý nghĩa là "con trai của nước", bởi vì Moses được tìm thấy khi nằm trong một chiếc nôi đang trôi giạt trong nước.

### Mục tử xứ Midian

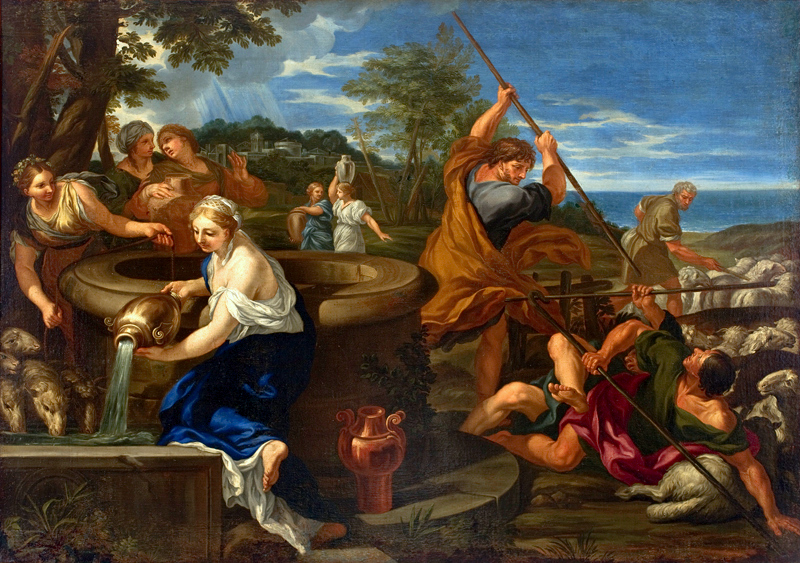
Moses bảo vệ các con gái của Jethro,
tranh của Ciro Ferri, thế kỷ 17

Khi đã trưởng thành, Moses đi ra và nhận thấy đồng bào mình đang sống lầm than trong kiếp nô lệ. Khi chứng kiến một quản nô Ai Cập đánh đập một người Hebrew, Moses giết người Ai Cập và vùi xác người ấy trong cát, tin rằng người duy nhất biết vụ giết người này sẽ giữ kín. Ngày hôm sau, Moses đi ra và thấy hai người Hebrew đang gây gổ nhau bèn đến để can ngăn nhưng gặp lại chính người được ông giải cứu hôm trước, người này dọa tố cáo Moses. Ngay sau đó, Moses biết vụ việc đã bị lộ và Pharaoh đang tìm giết ông, nên vội vàng lẩn trốn vào bán đảo Sinai. Khi nghỉ chân tại một giếng nước, Moses bênh vực bảy cô gái chăn cừu khỏi một nhóm mục tử hung bạo. Cha của các cô gái, một thầy tư tế xứ Midian tên Jethro, tiếp đãi Moses và gả con gái Zipporah, rồi giao bầy dê cho ông chăm sóc. Moses sống ở Midian trong bốn mươi năm với nghề chăn dê. Trong thời gian này, Zipporah sinh cho ông một con trai đặt tên Gershom.
Vào một ngày, khi dẫn bầy dê lên núi Horeb – thường được xem là núi Sinai, trong thời Trung Cổ, người ta tin vị trí núi này thuộc bán đảo Sinai, nhưng ngày nay nhiều học giả tin rằng vị trí núi Horeb ở xa hơn về phía đông nơi Moses ngụ cư ở Midian. Moses nhìn thấy một bụi gai đang bốc cháy nhưng không lụi tàn, vì tò mò ông đến gần để quan sát kỹ hơn; tại đây Thiên Chúa phán bảo với Moses từ trong bụi gai cháy và mặc khải cho ông Danh của Ngài là Đấng Tự hữu Hằng hữu.

### Lãnh đạo dân Israel
Thiên Chúa phán bảo Moses trở về Ai Cập để giải cứu đồng bào của ông khỏi ách nô lệ. Thiên Chúa thực hiện những dấu lạ như biến cây gậy trong tay Moses thành con rắn cũng như khiến tay ông bị phung rồi chữa lành, bảo cho Moses biết ông được ban cho quyền năng để có thể khiến nước sông tràn ngập mặt đất và biến nước thành máu.

#### Trở lại Ai Cập
Khi bắt đầu cuộc hành trình, Moses gặp anh mình, Aaron, đến đón ông trở về Ai Cập. Nhờ những dấu lạ mà họ thực hiện, Moses và Aaron thuyết phục được các trưởng lão của dân Israel. Trong thời gian Moses vắng mặt, Pharaoh, người tìm giết Moses (được cho là Seti I hoặc Ramesses II), đã qua đời, như thế tân vương có thể là Ramesses II hoặc là Merneptah. Theo lịch sử, Pharaoh Merneptah là một ông vua tầm thường, không thể sánh bằng tiên vương Ramesses II. Moses và Aaron đến gặp Pharaoh và bảo rằng Thiên Chúa của dân Israel muốn nhà vua cho phép dân tộc ông đi ra để cử hành tế lễ cho Chúa trong vùng hoang mạc. Pharaoh đáp rằng ông không biết Chúa nào hết và không cho phép dân Israel đi. Pharaoh quở trách hai người và buộc dân Israel phải lao dịch nặng nhọc hơn trước. Dân chúng quay sang phiền trách Moses.

#### Mười Tai họa
Moses và Aaron đến gặp Pharaoh lần nữa, Moses làm dấu lạ trước mặt Pharaoh biến cây gậy trong tay ông thành rắn, nhưng các pháp sư của Pharaoh cũng làm giống như vậy. Lần thứ ba Moses và Aaron gặp Pharaoh là bên bờ sông Nile, Moses truyền cho Aaron biến dòng sông thành máu, nhưng các pháp sư cũng thực hiện được điều này. Trong lần gặp thứ tư, Moses bảo Aaron khiến ếch từ sông Nile tràn khắp xứ Ai Cập, một lần nữa các pháp sư của Pharaoh cũng làm được như thế. Nhưng Pharaoh phiền lòng vì dịch ếch nhái nên yêu cầu Moses cầu xin Chúa khiến ếch nhái dang xa và hứa cho phép dân Israel ra đi tế lễ trong đồng vắng. Hôm sau, tất cả ếch nhái chết, người ta chất chúng thành đống, mùi hôi lan tỏa khắp cả xứ, nhưng Pharaoh đổi ý cầm giữ dân Israel lại. Sau đó, Pharaoh phải để người Hebrew ra đi sau khi người Ai Cập hứng chịu đủ mười tai họa bởi tay Thiên Chúa của Moses. Tai họa thứ ba là muỗi xuất hiện khắp đất nước. Tai họa thứ tư là ruồi mòng. Tai họa thứ năm là dịch bệnh rất lớn giết hại các loài súc vật như ngựa, lừa, lạc đà, bò và dê. Đến tai họa thứ sáu thì người dân Ai Cập bị ghẻ chốc tác hại trên người. Cả xứ Ai Cập bị tàn phá bởi mưa đá, sấm sét và lửa cháy trên mặt đất là hậu quả của tai họa thứ bảy. Tai họa thứ tám xuất hiện khi châu chấu tràn khắp xứ tàn phá mùa màng. Rồi cả xứ bị bao phủ trong sự tối tăm dày đặc trong ba ngày liền "đến nỗi người ta rờ đụng đến được", đó là tai họa thứ chín. Tai họa thứ mười là sự trừng phạt cuối cùng và thảm khốc hơn hết khi "hết thảy con trưởng nam trong xứ Ai Cập đều chết, từ thái tử của Pharaoh ngồi trên ngai mình, cho đến con cả của người tôi đòi ở sau cối xay". Sự kinh hãi bao trùm đất nước Ai Cập. Sau cùng, họ chịu để dân Israel được tự do. Sự kiện này được kỷ niệm hằng năm trong mỗi gia đình Do Thái khi họ cùng nhau dự Lễ Vượt qua, nhắc nhở rằng tai họa ấy đã "vượt qua" khỏi các gia đình Do Thái, nhưng mang sự chết chóc đến từng nhà người dân Ai Cập.

#### Vào Hoang mạc

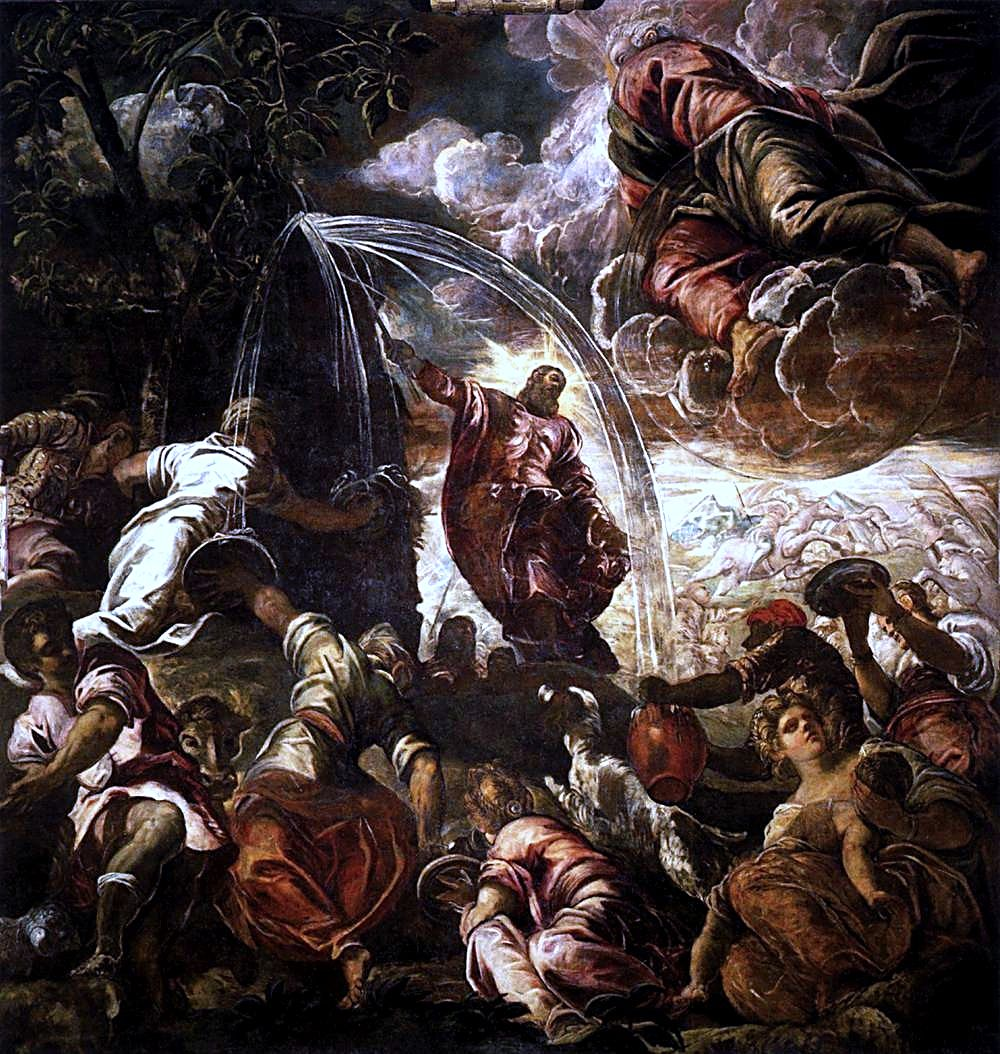
Moses đập vào tảng đá nước tuôn ra, tranh của Jacopo Tintoretto (1577)

Moses dẫn dắt dân chúng đi về hướng Đông, khởi đầu một cuộc hành trình dài tiến vào Canaan. Đoàn dân di chuyển chậm chạp, và phải cắm trại hai lần trước khi vượt qua biên giới Ai Cập để đến bên bờ Biển Đỏ. Trong khi đó, Pharaoh đổi ý, tập hợp binh lính để săn đuổi những kẻ nô lệ vừa được phóng thích. Đoàn dân ô hợp khiếp đảm, nhưng theo ký thuật của Xuất Ai Cập ký, Thiên Chúa khiến nước phân rẽ, làm cho biển bày ra khô để dân Israel đi qua như trên đất cạn. Khi đạo quân Ai Cập đuổi theo, Thiên Chúa khiến nước lấp phủ đáy biển trở lại, đạo quân với chiến xa, kỵ binh và bộ binh bị chôn vùi trong biển.
Khi đến Marah, gặp phải nguồn nước đắng, dân chúng oán trách Moses, nhưng Moses lấy một thanh gỗ ném xuống nước, nước bèn hóa ra ngọt. Rồi đến lúc thực phẩm cạn kiệt, dân chúng tìm gặp Moses và Aaron, cay đắng bảo rằng họ thà chết trong kiếp nô lệ ở Ai Cập hơn là chết đói trong hoang mạc. Thiên Chúa khiến manna (một loại bánh được dùng làm lương thực thay thế) rơi xuống từ trời mỗi sớm mai, buổi chiều có chim cút bay đến phủ các lều trại của dân Israel. Nhưng khi dời trại đi đến Rephidim, ở đó không có nước, và dân chúng lại oán than, "Sao người mang chúng tôi ra khỏi xứ Ai Cập để chúng tôi, con cái và bầy súc vật phải chịu chết khát thế này?". Moses lại thể hiện phép mầu của Thiên Chúa bằng cách đập vào một tảng đá, nước bèn tuôn ra.
Những chiến binh Amalek tìm đến và tấn công dân Israel. Moses ra lệnh Joshua dẫn những tráng sĩ tuyển chọn từ đoàn dân ra đối địch trong khi ông đứng trên đỉnh đồi với cây gậy của Thiên Chúa trên tay. Khi Moses giơ tay cao thì các chiến binh Israel chiến thắng, song khi ông hạ tay xuống thì kẻ thù thắng hơn. Do tay của Moses quá mỏi nên Aaron và Hur ngồi ở hai bên để giữ tay của Moses giơ cao cho đến chiều tối là lúc dân Amalek bị đại bại trước dân Israel.
Nhạc phụ của Moses, Jethro, đến thăm đem theo vợ và hai con trai của Moses, gia đình ông sum họp. Sau khi nghe thuật lại công cuộc giải phóng dân Israel khỏi xứ Ai Cập, Jethro dâng tế lễ cho Yaweh, rồi ăn bánh cùng các trưởng lão. Hôm sau, khi thấy Moses bận rộn từ sớm mai cho đến chiều tối xét xử các công việc trong dân, Jethro đề nghị Moses bổ nhiệm các phán quan để họ đảm nhiệm chức trách này hầu ông có thể tập trung vào công việc lãnh đạo. Moses làm theo lời khuyên của nhạc phụ.

#### Mười Điều răn
Khi đến Sinai, đoàn dân hạ trại đối diện cùng núi. Moses ra lệnh đoàn dân không được chạm vào núi. Moses lên núi, nhận lãnh Mười điều răn (khi ấy chưa được khắc trên bảng chứng) và các điều luật đạo đức khác. Moses cùng Aaron, Nadab, Abihu, và bảy mươi trưởng lão lên núi chiêm ngưỡng Thiên Chúa của Israel. Sau đó, một mình Moses lên núi để nhận lãnh bảng đá, ông để lại Aaron và Hur chăm lo dân chúng.

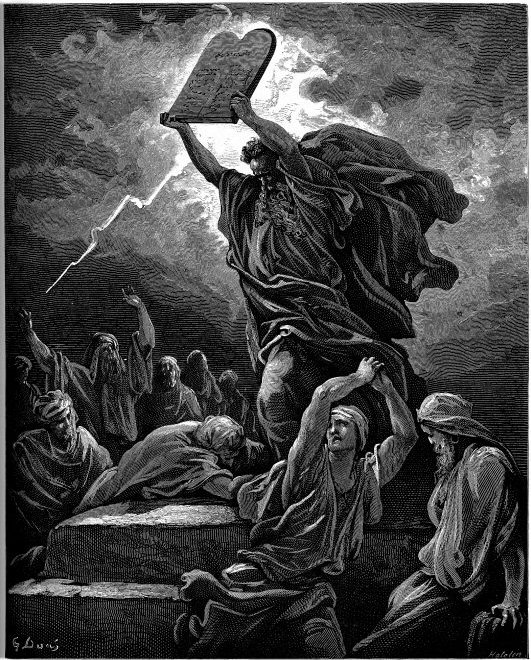
Moses đập vỡ Bảng Luật pháp,
tranh của Gustave Doré

Song, đang khi Moses ở trên núi Sinai để nhận lãnh giáo huấn và luật pháp của Thiên Chúa, dân chúng đến gặp Aaron và yêu cầu ông dựng các thần linh cho họ. Aaron quyên góp vòng đeo tai của dân chúng và đúc nên một con bò bằng vàng rồi nói rằng, "Hỡi người Israel, các vị thần của các ngươi đã đem các ngươi ra khỏi xứ Ai Cập", và nói tiếp, "Sáng mai sẽ có tế lễ tôn kính cho Yaweh". Sáng hôm sau, dân chúng dâng lễ, "ngồi ăn uống, đứng dậy mà vui chơi". Cơn thịnh nộ của Thiên Chúa nổi lên với đoàn dân nhưng Moses nài xin Chúa đừng diệt họ. Ông xuống núi, và khi chứng kiến dân chúng nhảy múa quanh bò vàng liền giận dữ ném vỡ hai bảng chứng. Ông phá nát tượng bò vàng và quở trách Aaron. Nhận thấy người dân vẫn tiếp tục buông tuồng, Moses đứng nơi cửa trại nói, "Ai thuộc về Chúa, hãy đến đây cùng ta." Hết thảy người Lê-vi đến bên Moses, ông ra lệnh cho họ giết những kẻ thờ lạy bức tượng.
Theo ký thuật của những chương cuối của Xuất Ai Cập ký, Đền Tạm (Tabernacle) được dựng lên, ban hành lề luật tế lễ, rồi lễ cung hiến Đền Tạm.
Miriam và Aaron phiền trách Moses về người phụ nữ Ethiopia mà ông kết hôn, và tra vấn về thẩm quyền của Moses. Miriam mắc bệnh phong cùi trong bảy ngày như một sự trừng phạt của Thiên Chúa.

#### Do thám xứ Canaan
Đoàn dân rời Hazeroth rồi cắm trại trong đồng vắng Paran (phía bắc bán đảo Sinai, ngay phía nam Canaan). Moses sai 12 người được tuyển chọn từ 12 chi phái vào do thám xứ Canaan, trong số đó Caleb và Joshua. Sau 40 ngày họ trở về mang theo nho và các sản vật khác họ đem từ Canaan. Mặc dù có sự đồng thuận của cả nhóm về sự trù phú của xứ Canaan, chỉ có Joshua và Caleb cố thuyết phục đoàn dân đi lên chiếm lấy xứ; hậu quả là hai người suýt mất mạng vì dân chúng định ném đá họ. Dân chúng kêu khóc đòi trở lại Ai Cập vì khiếp đảm trước thành trì vững chắc và hình thể cao lớn của dân trong xứ, rồi họ bàn bạc với nhau để lập lên một người lãnh đạo mới để dẫn họ trở lại Ai Cập. Moses không đành nhìn thấy dân Israel bị tận diệt trong cơn thịnh nộ của Thiên Chúa, cũng không tiếp nhận cơ hội để con cháu của ông trở thành tuyển dân của Ngài. Ông nài xin Thiên Chúa, "Chúa hãy bớt nóng giận và ra ơn; hay tha thứ sự gian ác và tội lỗi; nhưng không kể kẻ có tội là vô tội, và nhân tội tổ phụ phạt con cháu trải ba bốn đời. Tôi xin Chúa tha tội gian ác của dân này tùy theo ơn lớn của Chúa, như Chúa đã tha từ xứ Ai Cập đến đây." Thiên Chúa nhận lời cầu nguyện của Moses và không hủy diệt dân Israel mà chỉ trừng phạt họ bằng cách để họ lang thang trong hoang mạc 40 năm cho đến khi những kẻ phản loạn này chết ở đó. Con cháu của họ sẽ là những người mang trách nhiệm chiếm lấy xứ Canaan. Trong sự xung động mạnh mẽ, người dân quyết định tiến vào Canaan dù Moses đã cố ngăn cản họ. Và họ đã thảm bại trước dân Amalek và Canaan.

#### Sự phản loạn của Korah, Dathan, Abiram
Chi phái Reuben, dưới sự lãnh đạo của Korah, Dathan, Abiram cùng 25 trưởng lão lên tiếng cáo buộc Moses và Aaron là lạm quyền. Moses bảo họ rằng sáng hôm sau hãy đến gặp với lư hương trên tay mỗi người. Do Dathan và Abiram không chịu đến gặp Moses, ông đã đến trại của họ. Sau khi Moses khẳng định rằng quyền lực của ông đến từ Thiên Chúa, mặt đất như há miệng nuốt họ, gia quyến cùng tài sản, rồi lấp lại. Một ngọn lửa thiêu hóa 250 người dâng hương. Ngày hôm sau, người dân lại lên tiếng cáo buộc Moses và Aaron đã giết hại dân của họ. Lần này, tai họa giáng xuống cướp đi mạng sống của 14 000 người, nó chỉ dừng lại chỉ khi Moses bảo Aaron, thầy tế lễ của đoàn người, mang lư hương đến giữa đoàn dân để làm lễ chuộc tội cho họ, "người đứng giữa kẻ chết và kẻ sống, thì tai vạ bèn ngừng lại." Nhằm xác nhận quyền tế lễ của Aaron trước toàn dân, Moses yêu cầu các lãnh đạo của 12 chi phái, mỗi người đem gậy có đề tên của mình đặt trước hòm bảng chứng trong hội mạc. Chỉ có cây gậy của Aaron đâm chồi, nở hoa và kết quả hạnh nhân chín.
Sau khi rời Sinai, dân Israel đến Kadesh và dựng trại ở đó. Lại có thêm những lời than phiền của dân chúng, họ cáo buộc Moses đã "dẫn họ ra khỏi Ai Cập để đến vùng đất không thể gieo mạ, chẳng có cây vả, cây nho, cây lựu, cũng không có nước uống." Thiên Chúa ra lệnh Moses bảo với hòn đá thì nó sẽ chảy ra nước để nuôi dân chúng và bầy súc vật của họ. Moses cầm gậy đập hai lần vào hòn đá, nước chảy tràn ra nhưng Moses và Aaron không được bước chân vào vùng đất hứa vì họ không tôn Chúa lên thánh trước dân chúng.

#### Con rắn đồng

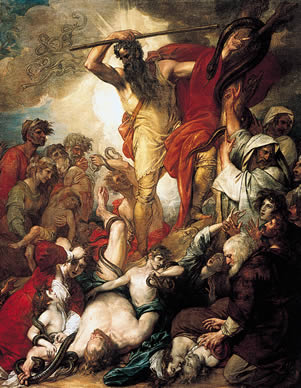
Moses treo cao con rắn đồng để đoàn dân nhìn vào được chữa lành.

Dân Israel bỏ ý định tiến vào Canaan qua thành Hebron ở phía nam Canaan, vì họ biết thành này rất kiên cố. Họ tránh thành Hebron bằng cách đi về hướng bắc dọc theo Tử Hải. Lộ trình này buộc họ phải băng qua lãnh thổ của Edom, Moab và Ammon. Các dân tộc này là hậu duệ của Lot. Bởi vì Lot là cháu của Abraham, tổ phụ dân Israel, nên khi không được phép băng qua vùng đất này dân Israel quyết định đi đường vòng thay vì tấn công họ. Trong khi đang trên đường di chuyển, đoàn dân lại than phiền về manna, "linh hồn chúng tôi ghê gớm thứ lương thực đạm bạc này." Chúa sai loài rắn lửa đến cắn chết nhiều người, Moses bèn làm một con rắn bằng đồng, treo lên một cây sào, hễ ai bị rắn cắn nhìn con rắn bằng đồng thì được sống. Con rắn đồng này vẫn tồn tại trong dân Israel cho đến đời trị vì của Vua Hezekiah, nhà vua cho bẻ gãy nó vì dân chúng bắt đầu sùng kính nó như một vị thần.
Khi dân Israel tiến đến bờ cõi xứ Moab, họ nhận ra rằng trước đó dân Moab đã bị Sihon, vua dân Amorite tấn công. Dân Amorite từng là một thế lực lớn trong vùng. Moses sai sứ giả đến xin phép băng ngang qua lãnh thổ dân Amorite nhưng bị từ chối, Moses liền ra lệnh tấn công (bởi vì dân Amorite không có quan hệ huyết thống với tổ phụ dân Israel nên dân Israel mạnh dạn mà chiến đấu) và họ đánh bại được dân Amorite. Sau khi chiếm giữ lãnh thổ của dân Amorite, người Israel tiến theo hướng bắc đến Bashan, vùng đất màu mỡ nổi tiếng với những rừng sồi và bầy gia súc. Vua Og là người cai trị xứ này. Dân Israel đánh bại đạo binh của vua Og tại Edrei, biên giới phía của Bashan, tàn sát hết cư dân và chiếm lấy xứ.

#### Balaam
Vua dân Moab, Balak, khiếp sợ khi nghe đến những cuộc chinh phục của dân Israel vì tin rằng xứ sở của mình sẽ là mục tiêu kế tiếp, ông sai các trưởng lão của dân Moab và dân Madian đến gặp Balaam (ông là một nhà tiên tri có quyền năng và được mọi người tôn trọng), nài xin nhà tiên tri đứng ra và nguyền rủa dân Israel. Balaam bảo cho họ biết Thiên Chúa đã hiện ra nói với ông trong chiêm bao cấm ông cùng đi với họ, bởi vì dân Israel là dân tộc "được ban phước". Balak lại sai các sứ thần là những người được tôn trọng hơn tìm đến Balaam với lời hứa tôn vinh Balaam. Lần này, Chúa cho phép Balaam đi cùng các sứ thần với lời căn dặn, "chỉ hãy làm theo lời ta sẽ phán." Khi Balaam khởi sự lên đường cùng các sứ thần của Balak, một thiên sứ hiện ra ngăn cản Balaam. Thoạt đầu, chỉ có con lừa Balaam đang cưỡi nhìn thấy thiên sứ. Khi Balaam tức giận cầm gậy đánh nó vì không chịu đi tiếp, một phép lạ xảy ra và con lừa mở miệng than phiền với Balaam. Ngay lúc ấy, Chúa mở mắt Balaam để ông có thể nhận thấy thiên sứ. Balaam hối cải, nhưng thiên sứ cho phép ông đi tiếp.
Balak đến đón Balaam ở Kirjath-huzoth để cùng đi đến những nơi cao của Baal để có thể nhìn thấy toàn thể trại quân Israel, và dâng tế lễ trên bảy bàn thờ. Họ chờ đợi Balaam nguyền rủa dân Israel. Song, Balaam lại chúc phúc cho dân Israel, khi Balak phản đối, Balaam nhắc lại rằng ông chỉ có thể nói những điều Chúa nói với ông. Balak đưa Balaam lên chót núi Pisgah, lập bảy bàn thờ và dâng tế lễ. Một lần nữa, Balaam lại cất tiếng chúc phúc cho dân Israel. Cuối cùng, Balak giận dữ đưa Balaam đến Peor, lời thỉnh cầu lần này của Balak có nhiều nhượng bộ, "Chớ rủa sả, nhưng cũng đừng chúc phúc." Thần của Thiên Chúa ngự trên Balaam và ông tuyên cáo những lời tiên tri tích cực về tiền đồ của dân Israel.
Về sau, Balaam bày kế cho Balak và dân Midian dẫn dụ dân Israel phạm tội thờ lạy hình tượng. Người Midian cho các phụ nữ đẹp dẫn dụ những chàng trai Israel tham dự các lễ hội cúng tế tượng thần. Mưu kế này tỏ ra rất thành công. Phinehas, cháu nội của Aaron, phá vỡ âm mưu này bằng cách giết chết hai người công khai phạm tội khi dân chúng ăn năn vì cơn thịnh nộ của Thiên Chúa bắt đầu giáng đổ trên họ. Có 24 000 người bị giết chết trong tại họa này. Sau khi chấn chỉnh toàn dân, Moses cử quân đi đánh dân Midian, họ cũng giết Balaam, và năm vua của Midian.
Trước đó, Moses đã bổ nhiệm Joshua, con trai Nun, kế nhiệm ông trong cương vị lãnh đạo dân Israel.

### Từ trần
Moses được Chúa bảo cho biết ông sẽ không được dẫn dắt dân Israel vượt sông Jordan để tiến vào Đất Hứa và sẽ chết bên bờ đông của dòng sông (Dân số ký 20: 12). Vì vậy, Moses tập hợp mười hai chi phái và nói với họ những lời sau cùng, thông điệp của ông được chép trong Phục truyền luật lệ ký. Moses tóm tắt Luật pháp, nhắc nhở họ những điều quan trọng nhất, "Ngày nay, ta bắt trời và đất làm chứng cho các ngươi rằng ta đã đặt trước mặt ngươi sự sống và sự chết, phước lành và rủa sả. Vậy, hãy chọn sự sống, hầu cho ngươi và dòng dõi ngươi được sống, yêu mến Thiên Chúa ngươi, vâng theo tiếng phán Ngài, và trìu mến Ngài; vì Ngài là sự sống ngươi." . Ông cũng đưa ra những lời cảnh cáo nghiêm khắc, tiên báo những thảm họa và sự hủy diệt, cuộc sống triền miên trong đau khổ, khiếp đảm và sỉ nhục nếu họ lìa bỏ Thiên Chúa, "Các ngươi sẽ bị truất khỏi xứ mình...tản lạc trong các dân, từ cuối đầu này của đất đến cuối đầu kia... các ngươi không được an tịnh, bàn chân ngươi không được nghỉ ngơi... nhưng là lòng run sợ, mắt mờ yếu, và linh hồn hao mòn... ngày và đêm ngươi hằng sợ hãi, khó liệu bảo tồn mạng sống mình. Bởi cớ sự kinh khủng đầy dẫy lòng ngươi, và bi cảnh mắt ngươi sẽ thấy, nên sớm mai ngươi sẽ nói: Chớ chi được chiều tối rồi! Chiều tối ngươi sẽ nói: Ước gì được sáng mai rồi!"
Sau đó, Moses chúc phước cho dân chúng, rồi lên núi Nebo đến đỉnh Pisgah, nhìn khắp xứ đang trải rộng dưới chân, rồi từ trần, khi ấy ông được một trăm hai mươi tuổi. Chính Thiên Chúa chôn Moses trong trũng tại xứ Moab; "cho đến ngày nay không ai biết được mộ của người".
Như vậy, Moses là trợ thủ đắc lực của Thiên Chúa để tạo lập dân tộc Israel, và ban luật pháp cho họ. Ông được xem "là người khiêm hòa hơn mọi người trên thế gian", và là người được hưởng đặc ân của Thiên Chúa, vì "Về sau, trong Israel không còn dấy lên tiên tri nào giống như Moses, mà Thiên Chúa biết giáp mặt."
Trong bài tiểu luận về văn học Đức sáu năm trước khi ông mất, vua nước Phổ là Friedrich II Đại Đế (1712 - 1786) - vốn yêu thích văn học Pháp - chê bai nền văn học vô tổ chức của dân tộc Đức. Tuy nhiên, ông cảm thấy nền văn học Đức đang phát triển và sẽ trở nên huy hoàng, và thế là ông trích dẫn điển tích về nhà tiên tri Moses: "Cũng như Moses, Trẫm nhận thấy miền Đất Hứa từ phương xa, nhưng Trẫm sẽ không thể đến đó."
Nhiều người nhận thấy nơi Martin Luther King - khi ông lãnh đạo phong trào đấu tranh cho quyền bình đẳng của người da màu ở Hoa Kỳ trong thập niên 1960 - hình ảnh của Moses khi đứng trước Pharaoh và tuyên bố, "Hãy để dân ta đi!". Một ngày trước khi bị ám sát, King đã nói với những người ủng hộ mình, "Trường thọ là điều quý báu, nhưng hiện nay tôi không quan tâm đến nó. Tôi chỉ muốn tuân phục ý Chúa. Ngài cho phép tôi leo lên đỉnh núi, nhìn về phía xa, và tôi đã thấy Đất Hứa. Có thể tôi sẽ không đến đó cùng với anh em. Nhưng đêm nay tôi muốn anh em biết rằng, chúng ta, như là một dân tộc, sẽ tiến vào Đất Hứa. Đêm nay tôi thấy mình hạnh phúc. Tôi không lo lắng gì nữa. Tôi không sợ hãi ai nữa. Mắt tôi đã ngắm xem sự vinh hiển của Chúa.

## Quan điểm của các Tôn giáo về Moses

### Do Thái giáo
Có nhiều truyện kể và các chi tiết khác về Moses được tìm thấy trong thứ kinh Do Thái và một trường phái giải kinh gọi là Midrash, cũng như trong các tác phẩm khác của Do Thái như luật pháp truyền khẩu, Mishnah và Talmud.
Các sử gia Do Thái sinh sống ở Alexandria như Eupolemus tin rằng Moses đã dạy bảng chữ cái cho dân Phoenicia, tương tự với Thoth. Artapanus thành Alexandria công khai đồng nhất Moses không chỉ với Thoth/Hermes mà còn với Musaeus (mà ông gọi là "thầy của Orpheus"), và cho rằng chính Moses là người chia Ai Cập thành 36 tỉnh. Ông cũng kể tên vị công chúa đã trưởng dưỡng Moses là Merris, vợ của Pharaoh Chenephres.
Theo những người Do Thái giáo Chính thống, Moses là Moshe Rabbenu, `Eved HaShem, Avi haNeviim zya"a. Ông được xưng tụng là "Moshe Lãnh tụ của chúng ta", "Tôi tớ của Thiên Chúa", và "Cha của mọi nhà tiên tri".

### Cơ Đốc giáo
Đối với tín hữu Cơ Đốc, Moses – được nhắc đến trong Tân Ước nhiều hơn bất cứ nhân vật Cựu Ước nào khác – thường được xem là biểu tượng cho luật pháp của Thiên Chúa, luật pháp này được xác lập và dẫn giải trong các giáo huấn của Chúa Giê-xu. Các tác giả Tân Ước thường so sánh lời giảng và hành động của Chúa Giê-xu với Moses nhằm giải thích sứ mệnh của ngài. Ví dụ như Công vụ các Sứ đồ 7: 39-43, 51-53 trình bày sự tương đồng giữa thái độ của người Do Thái cổ đại khi họ khước từ Moses để quay sang thờ lạy tượng bò vàng với thái độ của người Do Thái thời Tân Ước khi khước từ Chúa Giê-xu.
Moses cũng được nhắc đến trong các thông điệp của Chúa Giê-xu. Khi gặp Nicodemus, Chúa Giê-xu cũng đề cập đến sự kiện ngày xưa trong hoang mạc, Moses đã treo con rắn bằng đồng để người dân Israel ngước xem mà được chữa lành, để giải thích việc ngài sẽ bị treo trên thập tự giá (sự chết và sự phục sinh của Chúa Giê-xu) để cứu những kẻ tin. Trong chương sáu của Phúc âm Giăng (hoặc Gioan), Chúa Giê-xu giải thích rằng không phải Moses, nhưng chính là Thiên Chúa, đã ban bánh manna cho dân chúng khi họ sống trong hoang mạc. Nhân đó, Chúa Giê-xu tỏ cho họ biết ngài là "bánh của sự sống; ai đến cùng ta chẳng hề đói, và ai tin ta chẳng hề khát".

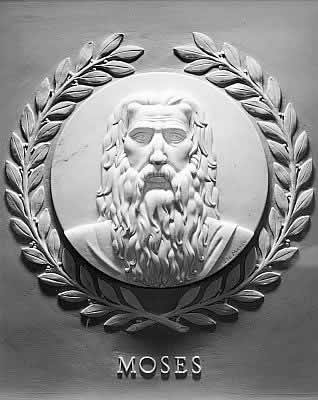
Moses, tranh khắc nổi tại Hạ viện Hoa Kỳ.

Cùng với Elijah (Ê-li-a hoặc Ê-li), Moses hiện diện trong lần nói chuyện cùng Chúa Giê-xu trong sự kiện hóa hình được chép trong Phúc âm Matthew 17, Mark 9, và Lu-ca 9.

## Moses trong Nghệ thuật Đương đại
- Moses là nhân vật chính trong phim Mười Điều răn (The Ten Commandments) sản xuất năm 1956, đạo diễn Cecil B. DeMille, với Charlton Heston trong vai Moses.
- Exodus: Gods and Kings - 2014 bộ phim điện ảnh kể về người anh hùng dân tộc Israel - Moses do diễn viên Christian Bale thủ vai.
- Một phiên bản truyền hình của Mười Điều răn được thực hiện năm 2006.
- Hoàng tử Ai Cập, phim hoạt hình của Dreamworks Pictures, sản xuất năm 1998 với Moses là nhân vật chính. Val Kilmer lồng tiếng cho vai Moses.
- Ben Kingsley đóng vai Moses trong phim truyền hình năm 1995 tựa đề Moses.
- Christian Bale thủ vai Moses trong phim Exodus: Gods and Kings năm 2014
- Bảo bối Chiếc gậy Môi-xen (Moses Stick) và câu chuyện về Moses qua lời kể của Doraemon trong câu chuyện Chiếc gậy Môi-xen (Moses Stick) của tập truyện ngắn Doraemon số 31 do nhà xuất bản Kim Đồng lần đầu vào 1992 đến 1995 tuy nhiên không bản quyền. Đến năm 1996, Nhà xuất bản Kim Đồng ký kết hợp đồng với Shogakukan xuất bản chính thức bộ truyện có bản quyền dưới tựa Đôrêmon và tên các nhân vật được Việt hóa một phần và phiên bản gốc (Nhật Bản) được phát hành lần đầu vào 28/7/1984.